# Álmos Mező
Álmos Mező (aussi écrit Almos Mezö ou Almos Mezo), né le 6 novembre 1919 en Transylvanie et mort le 17 juin 2007 à Eaubonne, est un producteur franco-hongrois et directeur de la société Intercontinental Productions. Il était attaché culturel à l'ambassade de Hongrie à Paris en 1944.

## Filmographie

### Cinéma

#### Producteur
- 1950 : Black Jack de Julien Duvivier et José Antonio Nieves Conde
- 1952 : Le Petit Monde de don Camillo de Julien Duvivier[5]
- 1960 : Le Dernier Train de Shanghai de Renzo Merusi
- 1962 : Le Diable et les Dix Commandements de Julien Duvivier
- 1963 : Casablanca, nid d'espions de Henri Decoin
- 1963 : Une dame aux camélias / La Bella Lola de Alfonso Balcázar
- 1964 : Constance aux enfers de François Villiers
- 1965 : Aventure à Beyrouth de Ladislas Vajda
- 1966 : Baraka sur X 13 de Maurice Cloche et Edgar Lawson (Silvio Siano)
- 1967 : Un homme à abattre de Philippe Condroyer
- 1967 : Le Rouble à deux faces / Le Téléphone rouge de Étienne Périer
- 1968 : Les Gros Malins de Raymond Leboursier
- 1969 : Hallucinations sadiques de Jean-Pierre Bastid
- 1972 : Police Magnum de Romain Gary
- 1973 : Le Bal du vaudou de Eloy de la Iglesia
- 1977 : Caresses bourgeoises / Une spirale de brume de Eriprando Visconti